# فردریکسون (واشینگتن)
فردریکسون (به انگلیسی: Frederickson) یک منطقهٔ مسکونی در ایالات متحده آمریکا است که در شهرستان پیرس، واشینگتن واقع شده‌است. فردریکسون ۱۹٫۰ کیلومتر مربع مساحت و ۱۸٬۷۱۹ نفر جمعیت دارد و ۱۲۲ متر بالاتر از سطح دریا واقع شده‌است.